# Ingria Sueca
Ingria Sueca fue un dominio del Imperio sueco entre 1580 hasta 1595, aunque pasó a formar parte formalmente de Suecia a partir de 1617 hasta que fue cedida al Imperio ruso en el Tratado de Nystad de 1721. 
Ingria fue cedida a Rusia junto al Condado de Kexholm en el Tratado de Stolbovo de 1617; eran regiones fértiles codiciadas por Rusia; se encontraban a lo largo del río Neva y con una buena posición estretégica, controlando el golfo de Finlandia al norte, el lago Peipus al suroeste y el lago de Ládoga al noreste.
La zona fue ocupada por Suecia en la década del 1580, aunque devuelta a Rusia en el Tratado de Teusina (1595), siendo otra vez cedida a Suecia en el Tratado de Stolbovo (1617). Suecia veía a Ingria como una forma de controlar el comercio, pues los navíos rusos se verían obligados a pasar por el territorio sueco. Aun así, permaneció escasamente poblada.
La localidad de Nyen se convirtió en el principal centro de comercio de Ingria, recibiendo el título de centro administrativo del dominio en 1642 se hizo su centro administrativo, aunque posteriormente fue trasladada a la cercana Narva cuando Nyen fue atacada por los rusos. 
A principios del siglo XVIII, la zona fue conquistada por el Imperio ruso en la Gran Guerra del Norte después de un siglo de posesión sueca. En 1703 los rusos, comandados por Pedro I de Rusia, empezaron a erigir la que posteriormente se convertiría en la futura capital del Imperio ruso: San Petersburgo.

## Gobernadores generales
- Carl Carlsson Gyllenhielm (1617-1620)
- Henrik Klasson Fleming (1620-1622)
- Anders Eriksson Hästehufvud (1622-1626)
- Nils Assersson Mannersköld (1626-1629)
- Heinrich Matthias von Thurn (1629)
- Johan Skytte (1629-1634)
- Bengt Bengtsson Oxenstierna (1634-1643)
- Erik Carlsson Gyllenstierna (1642-1645)
- Carl Mörner (1645-1651)
- Erik Stenbock (1651-1654)
- Gustaf Evertsson Horn (1654-1657)
- Krister Klasson Horn af Åminne (1657-1659)
- Simon Grundel-Helmfelt (1659-1664)
- Jacob Johan Taube (1664-1668)
- Simon Grundel-Helmfelt (1668-1673)
- Jacob Johan Taube (1673-1678)
- Gustaf Adam Banér (1678)
- Jacob Johan Taube (1678-1681)
- Martin Schultz von Ascheraden (1681-1682)
- Hans von Fersen el viejo (1682-1683)
- Göran von Sperling (1683-1687)
- Göran von Sperling (1687-1691)
- Otto Wilhelm von Fersen (1691-1698)
- Otto Vellingk (1698-1703)